# Alfonso María Dastis Quecedo
Alfonso María Dastis Quecedo (Jerez de la Frontera, 5 d'octubre de 1955), diplomàtic i polític espanyol, va ser ministre d'Afers Exteriors i de Cooperació d'Espanya entre 2016 i 2018.

## Biografia
Va néixer a Jerez de la Frontera (Cadis, Andalusia) l'any 1955.
És llicenciat en Dret i el 1983 va ingressar a la carrera diplomàtica al Ministeri d'Afers Exteriors d'Espanya com a director-cap de la Secció de Política Jurídica Internacional a la Secretaria General Tècnica i, més endavant, com a assessor jurídic a l'Assessoria Jurídica Internacional. El 1985 va entrar, com a assessor executiu, al gabinet del ministre d'Afers Exteriors, Francisco Fernández Ordóñez, i el 1986 va ser vocal assessor a la Subdirecció General de Coordinació Comunitària per Afers Jurídics.
Entre 1987 i 1994 va ser agent temporal al Tribunal de Justícia de les Comunitats Europees, secretari a la Missió Permanent d'Espanya davant les Nacions Unides (Nova York) i conseller en la Representació Permanent d'Espanya davant l'Organització de les Nacions Unides (Nova York).
Va ser vocal assessor a la Direcció General de Coordinació Jurídica i Institucional i a la Subdirecció General de Coordinació per Afers Jurídics de la Unió Europea entre 1994 i 1996, quan va ser designat vocal assessor al gabinet del president del Govern d'Espanya, José Maria Aznar.
L'any 2000 va dirigir la Unitat de Recolzament del Comité Organitzador de la Presidència Espanyola de la Unió Europea. El 2002 va ser nomenat secretari general d'Afers Europeus d'Espanya. El 2004 va passar a ser vocal assessor al Gabinet Tècnic del subsecretari d'Afers Exteriors i Cooperació d'Espanya i al mateix any va ser designat ambaixador espanyol al Regne dels Països Baixos. El 2007 va tornar a ser vocal assessor al Gabinet Tècnic del subsecretari i el 2008 va ser nomenat subdirector general d'Afers Institucionals de la Unió Europea al ministeri.
El 2010 es va convertir en coordinador COREPER a la Representació Permanent d'Espanya davant la Unió Europea (Brussel·les) i el 2012 en ambaixador permanent d'Espanya davant la UE.
El 4 de desembre de 2016 es va convertir en ministre d'Afers Exteriors i de Cooperació d'Espanya.
La tardor del 2017 va dir en una entrevista amb la BBC que el castellà no s'ensenyava a les escoles de Catalunya i que la violència policial durant el referèndum de l'1 d'octubre eren "fake news" o "alternative facts". Poc després fou oficialment reprovat pel Congrés dels Diputats per haver mentit pública i deliberadament. Fou nomenat ambaixador d'Espanya a Itàlia el 7 de setembre de 2018.